# زينو روث
زينو روث (بالألمانية: Zeno Roth)‏ هو موسيقي وكاتب أغاني وعازف قيثارة ألماني، ولد في 30 يونيو 1956 في دوسلدورف في ألمانيا، وتوفي في 5 فبراير 2018.

## وصلات خارجية
- الموقع الرسمي
- زينو روث على موقع ميوزك برينز (الإنجليزية)
- زينو روث على موقع أول ميوزيك (الإنجليزية)
- زينو روث على موقع ديسكوغز (الإنجليزية)